# Gazeta Wyborcza
Gazeta Wyborcza es un periódico diario polaco fundado en 1989. Su nombre significa literalmente «Periódico Electoral» y es el segundo periódico más leído de Polonia, con cerca de 437 000 lectores diarios (2000).

## Historia
La primera edición de Gazeta Wyborcza salió a la venta el 8 de mayo de 1989, bajo el lema «Nie ma Wolności bez Solidarności» («No hay libertad sin Solidaridad»). Los fundadores del periódico fueron Andrzej Wajda, Aleksander Paszyński y Zbigniew Bujak, siendo resultado de los Acuerdos de la Mesa Redonda entre el gobierno comunista de la República Popular de Polonia y la oposición política del movimiento Solidarność, liderado por Lech Wałęsa. Tras ser propiedad de Agora SA, la compañía estadounidense compró parcialmente el diario en 1993.
El papel de Gazeta Wyborcza era servir como voz de Solidarność durante el período previo a las elecciones semi-libres celebradas el 4 de junio de 1989, razón por la cual el periódico recibió el nombre de «Periódico Electoral». Como tal, fue el primer periódico legal publicado fuera del control del gobierno comunista desde la instauración de la República Popular Polaca a finales de 1940.
El editor jefe del periódico ha sido, desde su fundación, el periodista Adam Michnik,  nombrado para el cargo por el propio Lech Wałęsa. Desde abril de 2015, el periódico se publica en formato tabloide.